# BMW Série 5
O BMW Série 5 é um carro executivo fabricado e comercializado pela BMW desde 1972, sucedendo os New Class Sedans, e atualmente em sua sétima geração.

## Touring
O Série 5 estava inicialmente disponível como um sedã, com um estilo de station/perua (comercializado como “Touring”) adicionado em 1991 e uma configuração fastback de 5 portas (comercializada como “Gran Turismo”) disponível de 2009 a 2017. Cada geração sucessiva carrega uma designação E interna distinta.
A primeira geração da Série 5 foi alimentada por motores a gasolina de quatro cilindros e seis cilindros naturalmente aspirados. As gerações seguintes foram movidas por motores de quatro cilindros, seis cilindros, V8 e V10, naturalmente aspirados ou turboalimentados. Desde 1982, os motores a diesel foram incluídos na gama da Série 5.
O Série 5 é o segundo modelo mais vendido da BMW depois do Série 3. Em 29 de janeiro de 2008, o 5 milionésimo Série 5 foi fabricado, um sedã 530d em Carbon Black Metallic.
A convenção de nomenclatura de modelo de três dígitos da BMW começou com o primeiro Série 5, portanto, o Série 5 foi a primeira linha de modelo da BMW a usar “Série” no nome.
Desde o E28, todas as gerações da Série 5 incluíram um modelo “M”, chamado BMW M5.

## Vendas e produções
A produção atual está localizada em Dingolfing, Alemanha, Shenyang, China e Magna Steyr, Áustria.
| Ano  | Produção | Vendas nos EUA | Vendas na China |
| ---- | -------- | -------------- | --------------- |
| 1995 |          | 22.637         |                 |
| 1996 |          | 22.775         |                 |
| 1997 | 228.800  | -              |                 |
| 1998 | 221.600  | -              |                 |
| 1999 | 201.400  | 38.218         |                 |
| 2000 | 191.546  | 39.703         |                 |
| 2001 | 193.948  | 40.005         |                 |
| 2002 | 172.323  | 40.842         |                 |
| 2003 | 185.481  | 46.964         |                 |
| 2004 | 229.598  | 45.584         |                 |
| 2005 | 228.389  | 52.722         |                 |
| 2006 | 232.193  | 56.756         |                 |
| 2007 | 230.845  | 54.142         |                 |
| 2008 | 202.287  | 45.915         |                 |
| 2009 | 175.982  | 40.109         |                 |
| 2010 | 211.968  | 39.488         | 42.076          |
| 2011 | 332.501  | 51.491         |                 |
| 2012 | 359.016  | 56.798         |                 |
| 2013 | 366.992  | 56.863         |                 |
| 2014 | 373.053  | 52.704         |                 |
| 2015 | 347.096  | 44.162         |                 |
| 2016 | 331.410  | 32.408         |                 |